# New Orleans VooDoo
O New Orleans VooDoo foi uma equipe de futebol americano de arena sediado na cidade de Nova Orleans, Louisiana (EUA). A equipe disputa a Arena Football League (o campeonato nacional) de 2004 a 2015. 